# Sariwon
Sariwon er en by i det sydlige Nordkorea, med et indbyggertal (pr. 2005) på cirka 155.000. Byen er hovedstad i provinsen Nord-Hwanghae, og er hjemsted for et stort hospital.
- Wikimedia Commons har flere filer relateret til Sariwon